# 가와니시 마코토
가와니시 마코토(일본어: 河西 真, 1996년 6월 21일~)는 일본의 축구 선수이다.

## 구단 경력
그는 2019년 J3리그의 후쿠시마 유나이티드 FC에 입단했다. 2023년까지 89경기에 출전. 2024년 일본 풋볼 리그의 라인미어 아오모리로 이적했다.